# Шумков, Всеволод Владимирович
Всеволод Владимирович Шумков (род. 27 октября 2001, Каменск-Уральский, Свердловская область, Россия) — российский боксёр-любитель, выступающий в полулёгкой и в лёгкой весовых категориях. Выступает за сборную России по боксу, мастер спорта России международного класса (2019), бронзовый призёр чемпионата мира (2023), трёхкратный чемпион России (2020, 2021, 2022), серебряный призёр чемпионата мира среди молодежи (2018), бронзовый призёр чемпионата Европы среди молодежи до 22 лет (2021), трёхкратный чемпион Европы среди юниоров (2019), кадетов (2017) и школьников (2015), многократный победитель и призёр международных и национальных турниров в любителях.

## Биография
Всеволод Шумков родился 27 октября 2001 года в городе Каменске-Уральском, в Свердловской области России.
Позже вместе с семьей переехал в Челябинск.
Сегодня проживает в Санкт-Петербурге и на всероссийских соревнованиях представляет сборную команду Санкт-Петербурга.

## Любительская карьера
Боксом начал заниматься с шести лет — папа в секцию привёл. Затем учился в спортивной школе-интернате «Буревестник» в Челябинске.

### 2015—2018 годы
В июне 2015 года в Севастополе (Россия) он стал победителем первенства России по боксу среди школьников (13-14 лет), в весовой категории до 43 кг, в финале победив Александра Шилова.
После чего, в ноябре 2015 года в Анапе (Россия), в 13-летнем возрасте, он завоевал золото чемпиона Европы среди школьников (13-14 лет), в весе до 46 кг, в финале по очкам победив британца Вильяма Бирчалла.
В августе 2017 года стал победителем Всероссийских юношеских соревнованиях в Москве посвящённых памяти заслуженного мастера спорта СССР Александра Кошкина.
И затем в сентябре 2017 года в городе Албена (Болгария), в 15-летнем возрасте, стал чемпионом Европы среди кадетов («старших юношей», 15-16 лет), в весе до 54 кг, в полуфинале по очкам (4:1) победив опытного украинца Александра Гречаника, и в финале по очкам (5:0) победив Василия Чеботаря.
В апреле 2018 года в городе Розето-дельи-Абруцци (Италия) участвовал в чемпионате Европы среди юниоров (17-18 лет), в весе до 56 кг, но в 1/16 финала соревнований проиграл французу Билелю Гурари.
В августе 2018 года в Будапеште (Венгрия), стал серебряным призёром чемпионата мира среди юниоров (17-18 лет), в весе до 56 кг, в финале по очкам (0:5) проиграв узбеку Абдумалику Халокову.

### 2019—2020 годы
В сентябре 2019 года в Софии (Болгария) вновь стал чемпионом на первенстве Европы по боксу среди юниоров (17-18 лет), в весе до 56 кг, в финале по очкам (5:0) победив болгарина Николая Маринова.
В начале 2020 года готовился к участию в Олимпийском квалификационном турнире, но в национальной Сборной по боксу его вытеснил более опытный Альберт Батыргазиев, — который в итоге стал чемпионом Олимпийских игр 2020 года в Токио (Япония), в весовой категории до 57 кг.
Затем в 2020 году началась коронавирусная пандемия COVID-19, жёсткий коронавирусный карантин в России и по всей Европе, и отсутствие соревновательной практики.
Он многократно становился чемпионом России на молодёжных и юношеских Всероссийских национальных первенствах, и в декабре 2020 года впервые стал чемпионом России на взрослом национальном чемпионате в Оренбурге, в весе до 57 кг, в финале победив Овика Оганнисяна.

### 2021—2022 годы
В июне 2021 года в городе Розето-дельи-Абруцци (Италия) стал бронзовым призёром чемпионата Европы среди молодежи (19-22 лет), в весе до 60 кг, в полуфинале по очкам (0:5) проиграв местному итальянцу Франческо Иоции, — который в итоге стал чемпионом Европы среди молодежи до 22 лет 2021 года.
В сентябре 2021 года вновь стал чемпионом России в Кемерово, в весе до 60 кг, в финале единогласным решением судей победив Артура Субханкулова.
В конце октября 2021 года в Белграде (Сербия) стал четвертьфиналистом чемпионата мира, в категории до 60 кг. Где он в 1/32 финала соревнований по очкам (4:1) победил американца Джонатана Мансура, затем в 1/16 финала по очкам (5:0) победил белоруса Артура Туниева, в 1/8 финала по очкам (4:1) победил опытного японца Хаято Цуцуми, но в четвертьфинале по очкам (0:5) опять проиграл опытному узбеку Абдумалику Халокову, — который в итоге стал серебряным призёром чемпиона мира 2021 года.
В октябре 2022 года в третий раз стал чемпионом России в Чите, в весе до 60 кг, в финале вновь победив Артура Субханкулова.

## Спортивные результаты

### В любителях
- Чемпионат мира среди молодежи и юниоров 2018 года[англ.] — ;
- Чемпионат Европы среди школьников 2015 года — ;
- Чемпионат Европы среди кадетов 2017 года — ;
- Чемпионат Европы среди юниоров 2019 года — ;
- Чемпионат Европы среди молодежи до 22 лет 2021 года — ;
- Чемпионат России по боксу 2020 года — ;
- Чемпионат России по боксу 2021 года — ;
- Чемпионат России по боксу 2022 года — .
- Кубок России по боксу 2025 — ;